# Polyrhaphis
Polyrhaphis is een kevergeslacht uit de familie van de boktorren (Cerambycidae). De wetenschappelijke naam van het geslacht werd voor het eerst geldig gepubliceerd in 1835 door Audinet-Serville.

## Soorten
Polyrhaphis omvat de volgende soorten:
- Polyrhaphis angustata Buquet, 1853
- Polyrhaphis argentina Lane, 1978
- Polyrhaphis armiger (Schönherr, 1817)
- Polyrhaphis baloupae Santos-Silva, Martins & Tavakilian, 2010
- Polyrhaphis batesi Hovore & McCarty, 1998
- Polyrhaphis belti Hovore & McCarty, 1998
- Polyrhaphis confusa Lane, 1978
- Polyrhaphis fabricii Thomson, 1865
- Polyrhaphis gracilis Bates, 1862
- Polyrhaphis grandini Buquet, 1853
- Polyrhaphis hystricina Bates, 1862
- Polyrhaphis jansoni Pascoe, 1859
- Polyrhaphis kempfi Lane, 1978
- Polyrhaphis lanei Santos-Silva, Martins & Tavakilian, 2010
- Polyrhaphis michaeli McCarty, 1997
- Polyrhaphis olivieri Thomson, 1865
- Polyrhaphis papulosa (Olivier, 1795)
- Polyrhaphis peruana Santos-Silva, Martins & Tavakilian, 2010
- Polyrhaphis pilosa Lane, 1965
- Polyrhaphis skillmani Wappes & Santos-Silva, 2013
- Polyrhaphis spinipennis Castelnau, 1840
- Polyrhaphis spinosa (Drury, 1773)
- Polyrhaphis turnbowi Hovore & McCarty, 1998